# 森由民
森 由民（もり ゆうみん、 1963年12月27日 - ） は、日本の動物園ライター。

## 人物
「世界でも私しかいない」と自称するほど数少ない動物園専門のフリーライターの一人。
日本各地の動物園を飛び回り、動物園を紹介し続ける。
ナショナルジオグラフィックのコラム『動物園へ行ってみよう』を連載、『動物園を楽しむ99の謎』 や『大切ないのち生まれたよ5』 などの著作を著し、漫画『ASAHIYAMA-旭山動物園物語-』全三巻（画：本庄敬）の原作を手掛けている。
また、動物園についての講演を各地で行い、ボルネオ保全トラストでもオーガナイザーを務め、講演に参加する。
テレビ番組 や Ustream 番組に出演することもある。
都内で会員制の動物の図書館も行う。
森は、大人になってから動物園の魅力に気づき、動物園で時間を過ごすのを好み、日本各地の動物園を訪れる人物で、産経新聞では「5分立ち止まれば“動物時間”が体感」でき、動物園を楽しむきっかけになると、森自身の経験を紹介している。
産経新聞で森が提示した『THE動物園を楽しむ5つの方法』は、以下の通りである。
1. THEマイペース[1]
2. 動かなければにらめっこ[1]
3. 座ろう![1]
4. お散歩気分で[1]
5. 好きな動物を見つけよう[1]

これらの観点は普段より森が実践しているもので、人間の時間軸で動物園を訪れると動物が「何も動いていない」というイメージしか頭に残らないためである。

### 来歴
- 1986年、千葉大学理学部生物学科卒業
- 1994年、南山大学大学院文学研究科博士前期課程修士（文化人類学）
- 2011年4月～、東京コミュニケーションアート専門学校・非常勤講師（動物園論）
- 2006年1月～、動物園ライター
- 2014年4月～、千葉市動物公園Zooアドバイザー

## 動物園ライターとは
森が、「動物園ライター」を名乗りはじめたのは、漫画の原作を執筆するために動物園へ取材に行く際だった。その後の動物園通いで、動物園がすっかり好きになり、以後「動物園ライター」として活動するようになった。
森によると、「動物ライター」と「動物園ライター」の違いを、動物ライターは動物の専門的素養を持つが、森自身は動物の専門家ではなく、動物園が好きで通っていると述べた。また、森は、環境エンリッチメントを理解した文筆活動を行い、現代の動物園の奥の深さを紹介している。2013年には到津の森公園の岩野俊郎園長と「動物園と公共性」について議論した。

### 選者として
日本経済新聞が『生態がよくわかる動物園 何でもランキング』を行った際、森は選者として参加した。2位の旭川市旭山動物園「あざらし館」や、3位の長野市茶臼山動物園「レッサーパンダの森」、4位のよこはま動物園ズーラシア「チンパンジーの森」について、選考理由を述べている。

### ボルネオオランウータン保全
2007年に、日本の動物園「千葉市動物公園」などが持っているオランウータンのための吊り橋を製作する技術を、野生のボルネオオランウータン保全に役に立てたエピソードを、動物園に詳しい森が解説している。

## 著書
- 『動物園を楽しむ99の謎』 ISBN 9784576080567[4][8]
- 『大切ないのち生まれたよ5』 ISBN 9784055007238[15]
- 『ひめちゃんとふたりのおかあさん～人間に育てられた子ゾウ～』 ISBN 9784577039366[11]
- 漫画『Asahiyama 旭山動物園物語』全三巻の原作・脚本[16]
- 『約束しよう、キリンのリンリン いのちを守るハズバンダリー・トレーニング』フレーベル館ジュニア・ノンフィクション (児童書) ISBN 9784577040973[17]